# Изложба „Цртеж и мала пластика” (1981–1982)
Изложба „Цртеж и мала пластика” се одржала у периоду од јануара до марта 1982. године у Дому културе Чачак, Центру за развој образовања и културе Брус и Дому културе Варварин.

## Уметнички савет
Избор радова за изложбу је обавио Уметнички савет Друштва ликовних уметника Београда. Због мањег изложбеног простора у Чачку, Брусу и Варварину Удружење ликовних уметника Србије је било принуђено да смањи број радова са изложбе у Београду. Сматрају да су избором приказана нека значајна дела и актуелна ликовна кретања у Републици за тада протеклих годину–две дана.

## Излагачи

### Цртежи
1. Бошко Атанацковић
2. Јасминка Бркановић
3. Бошко Вукашиновић
4. Душан Гавела
5. Александар Дедић
6. Милица Динић
7. Марија Драгојевић
8. Марио Ђиковић
9. Ђорђе Ђорђевић
10. Љубиша Ђурић
11. Слободан Ђуричковић
12. Јован Р. Зец
13. Светлана Златић
14. Драгана Јовчић
15. Вида Јоцић
16. Гордана Каљаловић
17. Божидар Каматовић
18. Бранимир Карановић
19. Божидар Кићевић
20. Драгослав Кнежевић
21. Радмила Лазаревић
22. Снежана Маринковић
23. Гриша Масникоса
24. Весна Мијачика
25. Славољуб Мирковић
26. Зоран Миленковић
27. Савета Михић
28. Миодраг Нагорни
29. Мирко Најдановић
30. Миливој Олујић
31. Славиша Панић
32. Миодраг Петровић
33. Мице Попчев
34. Божидар Продановић
35. Љубица Радовић
36. Борислав Ракић
37. Оливера Савић
38. Десанка Станић
39. Радош Стевановић
40. Радмила Степановић
41. Стеван Стојановић
42. Ана Танић
43. Србољуб Траванов
44. Лепосава Туфегџић
45. Нусрет Хрвановић
46. Славољуб Чворовић
47. Томислав Шебековић
48. Александар Шиверт

### Мала пластика
1. Градимир Алексић
2. Милан Бесарабић
3. Никола Вукосављевић
4. Драгољуб Ђокић
5. Милан Жунић
6. Душан Марковић
7. Миодраг Миљковић
8. Борислав Недељковић Продановић
9. Мице Попчев
10. Ставрос Попчев
11. Милорад Рашић
12. Екатарина Ристивојев
13. Душан Русалић
14. Љубинка Савић Граси
15. Војин Стојић
16. Томислав Тодоровић